# Ляшко, Виктор Иванович
Виктор Иванович Ляшко (род.  26 октября 1935, село Щурово Краснолиманского района, теперь Лиманской городской территориальной громады Донецкой области) — украинский деятель, председатель Артёмовского горисполкома Донецкой области, начальник Донецкого областного управления коммунального хозяйства, 1-й заместитель председателя Госкомитета Украины по жилищно-коммунального хозяйства. Народный депутат Украины 1-го созыва.

## Биография
Родился в семье рабочих.
В 1948—1950 годах — ученик Славянского ремесленного училища Сталинской области.
В 1950—1954 годах — формовщик-литейщик Харцызского завода «Главэлектросетьстрой» Сталинской области.
В 1954—1959 годах — служба в Советской армии.
Член КПСС.
Образование высшее: окончил Донецкий государственный университет по специальности экономист; Высшую партийную школу при ЦК КПСС, Академию народного хозяйства при Совете Министров СССР.
В 1959—1965 годах — заведующий отделом культуры исполнительного комитета Краснолиманского районного Совета депутатов трудящихся Донецкой области.
В 1965—1966 годах — председатель исполнительного комитета Краснолиманского городского Совета депутатов трудящихся Донецкой области.
В 1966—1968 годах — заместитель председателя исполнительного комитета Краснолиманского районного Совета депутатов трудящихся Донецкой области.
В 1968—1973 годах — заведующий общего отдела исполнительного комитета Донецкого областного Совета депутатов трудящихся.
В 1973—1982 годах — председатель исполнительного комитета Артёмовского городского Совета депутатов трудящихся Донецкой области.
В 1982—1986 годах — начальник Донецкого областного управления коммунального хозяйства.
В 1986—1990 годах — заместитель министра жилищно-коммунального хозяйства Украинской ССР.
В 1990 — ноябре 1995 года — 1-й заместитель председателя Государственного комитета Украины по жилищно-коммунальному хозяйству.
18.03.1990 избран народным депутатом Украины, 2-й тур, 56,53 % голосов, семь претендентов. К групп и фракций не входил. Член комиссии ВР Украины по вопросам социальной политики и труда.
С 1996 года — пенсионер.
Член президиума Центрального комитета профсоюза работников местной промышленности и коммунально-бытовых предприятий Украины. Председатель правления Международной общественной организация «Ассоциация „Донетчина“».

## Награды и звания
- орден Трудового Красного Знамени
- орден «Знак Почёта»
- орден Дружбы народов
- орден «За заслуги» ІІІ степени (VII.2002)
- медали
- заслуженный работник сферы услуг Украины (X.2010)